# Żurów (gmina)
Żurów – dawna gmina wiejska w powiecie rohatyńskim województwa stanisławowskiego II Rzeczypospolitej. Siedzibą gminy był Żurów.
Gminę utworzono 1 sierpnia 1934 r. w ramach reformy na podstawie ustawy scaleniowej z dotychczasowych gmin wiejskich: Hrehorów, Kołokolin, Łukowiec Wiszniowski, Łukowiec Żurowski, Podmichałowce, Wiszniów i Żurów.
Po II wojnie światowej obszar gminy znalazł się w ZSRR.